# Josh Dallas
Joshua Paul "Josh" Dallas (Louisville, 18 december 1978) is een Amerikaanse acteur. Hij is vooral bekend van zijn rol in de serie Once Upon a Time, waar hij "Prince Charming"/David Nolan speelt, de echtgenoot van Sneeuwwitje en van zijn rol in de film Thor, waarin hij Fandral speelt.

## Levensloop
Josh Dallas studeerde in 1997 af aan de New Albany High School in New Albany, Indiana waar hij toneel studeerde. 
Josh Dallas trouwde in 2007 met de Engelse actrice Lara Pulver en zij scheidden in 2011.
In de herfst van 2011 begon hij met daten van zijn medespeler uit Once Upon a Time, Ginnifer Goodwin. Dallas en Goodwinn trouwden op 12 april 2014 en kregen in mei 2014 een zoontje. In juni 2016 hebben zij een tweede zoon gekregen.

## Filmografie
| Jaar | Titel                            | Rol            | Notes          |
| ---- | -------------------------------- | -------------- | -------------- |
| 2008 | 80 Minutes                       | Floyd          |                |
| 2009 | The Boxer                        | Ben            |                |
| 2009 | The Descent Part 2               | Greg           |                |
| 2009 | The Last Days of Lehman Brothers | Ace            | Televisiefilm  |
| 2009 | Ghost Machine                    | Bragg          | Alleen de stem |
| 2011 | Thor                             | Fandral        |                |
| 2011 | Five                             | Henry          | Televisiefilm  |
| 2012 | Red Tails                        | Ryan Fling     |                |
| 2016 | Zootopia                         | Frantic Varken | Stem           |

| Jaar      | Titel                          | Rol                                          | Notities                             |
| --------- | ------------------------------ | -------------------------------------------- | ------------------------------------ |
| 2006      | Ultimate Force                 | Weaver                                       | Aflevering: "The Dividing Line"      |
| 2008      | Doctor Who                     | Node 2                                       | Aflevering: "Silence in the Library" |
| 2010      | Money                          | Spunk Davies                                 | 2 afleveringen                       |
| 2010      | Hawaii Five-0                  | Ben Bass                                     | Aflevering: "Ko'olauloa"             |
| 2011      | CSI: Crime Scene Investigation | Kip Woodman                                  | Aflevering: "Targets of Obsession"   |
| 2011–2017 | Once Upon a Time               | Prince Charming / David Nolan / Prince James | Hoofdrol                             |
| 2018–2023 | Manifest                       | Ben Stone                                    | Hoofdrol                             |